# Lumen
 Ovo je glavno značenje pojma Lumen. Za druga značenja pogledajte Lumen (razdvojba).
Lumen (lat.: svjetlost) je mjerna jedinica (oznaka lm) za svjetlosni tok u Međunarodnom sustavu jedinica (SI) i ubraja se u izvedene jedinice. Određuje se kao svjetlosni tok što ga u prostorni kut od jednog steradijana šalje (emitira) svjetlosni izvor kojemu je svjetlosna jakost u svim smjerovima jednaka jednoj kandeli (cd):
1 lm = 1 cd·sr

## Svjetlosni tok
Svjetlosni tok, luminacijski fluks ili svjetlosna snaga (oznaka Фs) je fotometrijska fizikalna veličina koja opisuje snagu odaslanoga, prenesenoga ili primljenoga svjetlosnog zračenja; određena je kao umnožak svjetlosne jakosti Is i ugla osvjetljenja ω:  
{\displaystyle \Phi _{s}=I_{s}\cdot \omega }
Mjerna jedinica svjetlosnoga toka jest lumen (lm).

## Fotometrija
Fotometrija je grana optike koja se bavi mjerenjem svojstava svjetlosti (svojstava izvora svjetlosti, svjetlosnoga toka i osvjetljenja površina). Povijesna fotometrijska mjerenja obavljana su s pomoću ljudskoga oka, a suvremena fotometrijska mjerenja, iako koriste elektroničke fotometre, prilagođena su osjetljivosti ljudskoga oka. Obuhvaćaju samo onaj dio spektra elektromagnetskih valova koji zamjećuje ljudsko oko, to jest ograničena su na valne duljine od približno 380 do 780 nm. Kako ljudsko oko nije jednako osjetljivo na sve valne duljine vidljive svjetlosti, za svaku se valnu duljinu s pomoću fotometrijskoga ekvivalenta i funkcije osjetljivosti vida određuje ekvivalentna vrijednost standardnog promatrača (prema Međunarodnoj organizaciji za normizaciju ISO). Mjerenjima svojstava cjelokupnoga elektromagnetskoga spektra bavi se radiometrija.

### Fotometrijske veličine i mjerne jedinice
| Veličina                | Veličina | Mjerna jedinica            | Mjerna jedinica | Napomena                                            |  |
| ----------------------- | -------- | -------------------------- | --------------- | --------------------------------------------------- |  |
| naziv                   | znak     | naziv                      | znak            | Napomena                                            |  |
| Svjetlosna energija     | Qs       | lumen sekunda              | lm⋅s            | naziva se i količina svjetlosti                     |  |
| Svjetlosni tok          | Φs       | lumen (cd⋅sr)              | lm              | naziva se i luminacijski fluks ili svjetlosna snaga |  |
| Svjetlosna jakost       | Is       | kandela (lm/sr)            | cd              | naziva se i luminacijski intenzitet                 |  |
| Svjetljivost            | Ls       | kandela po četvornom metru | cd/m2           | naziva se i luminancija                             |  |
| Osvjetljenje            | Es       | luks (lm/m2)               | lx              | naziva se i iluminacija                             |  |
| Osvijetljenost          | Hs       | luks sekunda               | lx⋅s            | naziva se i svjetlosna izloženost ili ekspozicija   |  |
| Svjetlosna učinkovitost | η        | lumen po vatu              | lm/W            | naziva se i luminacijska efektnost                  |  |

### Objašnjenje
Količina svjetlosti koju točkasti izvor svjetlosti šalje (emitira) u prostor u svim pravcima u jednoj sekundi, naziva se svjetlosni tok ili luminacijski fluks. Opkolimo li točkasti izvor svjetlosti jakosti 1 kandele (cd) kuglom promjera 1 metar (m), onda je količina svjetlosti što prolazi kroz 1 m2 kugle mjerna jedinica za svjetlosni tok i zove se 1 lumen (lm). Prostorni kut koji pripada ploštini od 1 m2 je jedinični prostorni kut i zove se steradijan (sr). Budući da je ploština kugle 4r2π, to je ploština jedinične kugle (r = 1 m) jednaka 4π ili 12,57 m2. Znači kugla polumjera 1 m ima 12,57 steradijana. Prema tome možemo reći: 1 lumen je onaj svjetlosni tok koji daje točkasti izvor svjetlosti od 1 kandele u prostorni kut od 1 steradijana. 
Ako izvor svjetlosti šalje svjetlost t sekunda, onda je ukupna količina svjetlosti koju on daje jednaka umnošku vremena:
{\displaystyle Q_{s}=\Phi _{s}\cdot t}
Svjetlosna energija mjeri se lumensekundama ili lumen sekundama (lm∙s) ili lumensatima (lm∙ h). Kako izvor svjetlosti jakosti 1 kandela šalje u 1 steradijan tok svjetlosti od 1 lumen, to će kroz ploštinu od 4π = 12,57 m2 slati svjetlosni tok 12,57 lm. Općenito, izvor svjetlosti jakosti (svjetlosna jakost) Is (u kandelama) dat će svjetlosni tok (u lumenima):
{\displaystyle \Phi _{s}=4\cdot \pi \cdot I_{s}}
a odatle je svjetlosna jakost (u kandelama):
{\displaystyle I_{s}={\frac {4\cdot \pi }{\Phi _{s}}}\ }

### Primjeri
| Izvor                                    | Svjetlosni tok (lumen) |
| ---------------------------------------- | ---------------------- |
| 37 mW bijela LED (svijetleća dioda)      | 0,20                   |
| 15 mW zeleni laser (532 nm valna duljina | 8,4                    |
| 1 W bijela LED svjetiljka                | 25 – 120               |
| Petrolejka                               | 100                    |
| 40 W električna žarulja                  | 325                    |
| 7 W bijela LED svjetiljka                | 450                    |
| 18 W fluorescentna cijev                 | 1 250                  |
| 100 W električna žarulja                 | 1 750                  |
| 40 W fluorescentna cijev                 | 2 800                  |
| 35 W elektrolučna svjetiljka (ksenon)    | 2 200 – 3 200          |
| 100 W fluorescentna cijev                | 8 000                  |
| 127 W natrijska svjetiljka               | 25 000                 |
| 400 W halogena žarulja                   | 40 000                 |